# Domenico Alvaro
Domenico Alvaro (Sinopoli, 5 dicembre 1924 – Sinopoli, 25 luglio 2010) è stato un mafioso italiano conosciuto per essere un boss della malavita di Sinopoli.

## Biografia
Fu arrestato il 14 luglio 2010, in una delle operazioni più importanti e grandi contro la 'ndrangheta in Italia mai effettuate, l'Operazione Crimine-Infinito, durante la quale sono stati arrestati più di 300 criminali. A causa della sua cattiva salute venne trasferito in un ospedale di Reggio Calabria e poi a casa sua a Sinopoli, dove morì per cause naturali all'età di 86 anni il 25 luglio 2010.
Dopo il suo arresto il figlio Cosimo Alvaro assunse il comando del clan, ma venne a sua volta arrestato il 14 luglio 2011. Il 4 settembre 2013 una successiva operazione di polizia contro il clan, al momento attivo a Sinopoli, Sant'Eufemia d'Aspromonte, Cosoleto e Delianuova, ha portato a 7 arresti, tra i quali Cosimo Alvaro (già in carcere) e suo fratello Antonio Alvaro.